# 周少英
周少英（Chow Siu Ying，1895年－？），出身自新加坡粵劇坤班「八音女」。活躍於1936年至1961年的香港電影女明星及粵劇演員（反串文武生及正印花旦）。她的丈夫是翟善從；兒子是羽佳（翟羽佳），全家都是粵劇演員。
周少英在1927年12月1日（星期四）晚上7時為美國「詠霓裳男女班」在美國舊金山的「永同福戲院」（Worth Theatre）演出粵劇《盲妹雪恨》，共他演員包括正印花旦譚蘭卿。
95歲的周少英在1990年11月捐款港幣20萬元，贊助兒子羽佳與粵劇紅伶南紅為「粵劇演員會」為籌置會址。

## 外部連結
- 香港電影資料館：周少英參演電影記錄[永久]
- 香港影庫：周少英 （页面存档备份，存于）